# OEKA TECH Automotive
Die OEKA TECH Automotive (ursprünglich Oehlhorn & Kahn) ist ein metallverarbeitendes Unternehmen mit Sitz in Bamberg unter der Adresse Laubanger 2. Die Kernkompetenzen der international agierenden Firma liegen im Stanzen und Tiefziehen von Metallteilen, insbesondere Metallverarbeitung und Umformtechnik für Automotive- und andere Märkte.

## Geschichte
Das Unternehmen wurde 1914 gegründet und firmierte mit Eintrag vom 1. Februar des Jahres in das Bamberger Handelsregister anfangs als „Neue Metallwarenfabrik Bamberg, Oehlhorn & Kahn offene Handelsgesellschaft“. Das auch kurz Oehlhorn & Kahn, zeitweilig auch Oehlhorn & Woelz genannte Unternehmen genoss „einen hervorragenden internationalen Ruf“ und zählte europaweit zu den wenigen Firmen, die beispielsweise Spezialanfertigungen wie Parfümzerstäuber produzieren konnten. Insbesondere Produkte aus dem Bereich Kosmetik wurden überwiegend nach Frankreich und Belgien exportiert.
Nach der Machtergreifung durch die Nationalsozialisten stellte das Unternehmen teilweise auf kriegswichtige Produktion um. Da der Mitgründer Sally Kahn jüdischen Glaubens war, wurde dessen Familie Opfer der „Arisierung“. Nach der Flucht der Familie aus Deutschland übernahm Kahns Anteile der Jurist Walter Woelz.
1936 wurde ein erstes Patent angemeldet.
Nach dem Zweiten Weltkrieg wurde die Familie Sally Kahns im Zuge eines Wiedergutmachungsverfahrens entschädigt. 1951 schied Walter Woelz als persönlich haftender Gesellschafter aus dem Unternehmen aus: Die Fabrik produzierte seinerzeit Metallwaren für die elektrische Industrie, Messingartikel, Verschlüsse für Parfüm sowie die pharmazeutische Industrie sowohl aus Metall als auch aus Bakelit.
1954 ging das Unternehmen unter dem neuen Namen OEKAMetall in den alleinigen Besitz der Familie Oehlhorn über. In der Folge wurden Grundstücke hinzugekauft und eine neue Halle mit Sheddach für die Metallverarbeitung sowie ein Zweigbetrieb in Burgebrach errichtet.
1972 wandelten die Gesellschafter die OHG in eine KG um. Heinz Oehlhorn und sein Sohn Heinz Werner Oehlhorn übernahmen als Komplementäre die Geschäftsführung. Zugleich wurde mit dem Einstieg in die Automobilzulieferindustrie begonnen.
Nach dem Eintritt von Gerald Oehlhorn wurde die Firma 1993 von einer Kommanditgesellschaft in eine GmbH & Co. KG umgewandelt mit den geschäftsführenden Gesellschaftern Heinz Werner Oehlhorn und Gerald Oehlhorn.
Ab 1999 konnten angehende Betriebswirte und Wirtschaftsingenieure im 3-Monats-Rhythmus wechselnd an der Otto-Friedrich-Universität Bamberg und bei Oekametall ein duales Studium absolvieren.
Nach der Übernahme von OEKA durch die GEKA GmbH im Jahr 2015 wurde die Metallfertigung im Folgejahr in eine separate Firma abgespalten, die OEKA TECH Automotive GmbH, die von der in München angesiedelten Beteiligungsgesellschaft Radial Capital Partners übernommen wurde. Zum April 2016 fokussierte OEKA TECH seine Produktion auf Metallverarbeitung und Umformtechnik.